# Eric Lambert
Eric Anthony Lambert (Richmond, Virginia; 14 de febrero de 1989) es conocido por ser el guitarrista principal de la banda post hardcore estadounidense Blessthefall, reemplazando a su primer guitarrista, Miles Bergsma, en el 2005. También es el integrante más joven de la banda.

## Biografía
Eric Lambert nació el 14 de febrero de 1989. 
Antes de Blessthefall, tocó en una banda de death metal. 
Entró a Blessthefall para reemplazar a Miles Bergsma, en 2005, hasta el día de hoy. 
Eric lleva 3 álbumes de estudio. 
Entró en la banda siendo el más joven, con 16 años de edad. 
También es la voz secundaria de la banda. Tras la partida de Craig Mabbitt, Jared Warth (bajista) se quedó como vocalista temporal, pero solo en las voces guturales, lo que llevó a Eric a hacer las voces claras durante medio año de tour. 
Durante las grabaciones de Witness (2009) y Awakening (2011), se cortó la luz, y Matt dijo en esos momentos: "El poder de Eric es demasiado para el álbum". 
También compone parte de las canciones.

## Discografía
- His Last Walk (2007)
- Witness (2009)
- Awakening (2011)
- Hollow Bodies (2013)
- To Those Left Behind (2015)
- Hard Feelings (2018)

- Datos: Q5835659